# Amin Abu Hawwas
Amin Abu Hawwas (in arabo امين ابو حواس‎?; Roanoke, 26 aprile 1994) è un cestista statunitense con cittadinanza giordana.

## Carriera
Con la Giordania ha disputato i Campionati mondiali del 2019 e due edizioni dei Campionati asiatici (2017, 2022).